# 愛知県道407号伊古部南栄線
愛知県道407号伊古部南栄線（あいちけんどう407ごう いこべみなみさかえせん）は、愛知県豊橋市内を通る一般県道である。

## 概要

### 路線データ
- 起点：愛知県豊橋市伊古部町（伊古部東交差点）
- 終点：愛知県豊橋市南栄町（空池交差点）
- 総延長：約7.7 km

## 沿革
- 1959年12月15日 認定

## 別名
- 野依街道（豊橋市）

## 接続する道路
- 国道42号（表浜街道）（伊古部東交差点）
- 国道23号（豊橋バイパス・豊橋東バイパス）（野依IC）
- 愛知県道408号野依植田線（野依町花ノ木交差点）
- 愛知県道31号東三河環状線（西高師南交差点）
- 国道259号（田原街道）（空池交差点）

## 沿線
- 豊橋農業協同組合本店
- 豊橋南ショッピングセンター
- 高師緑地

## バス路線
- 豊鉄バス
  - 三本木線：豊橋駅前 - 北山 - 三本木 - 野依